# Chief visionary officer
Chief visionary officer (CVO) (англ. chief visionary officer) — один из высших управленцев компании (наряду с CEO и COO), иногда используется термин стратегический директор или директор по стратегии или развитию. В типичной схеме управления компанией занимает пост вице-президента и подотчётен президенту компании или генеральному директору. Часто является членом совета директоров.
Термин используется для обозначения должностного лица, по полномочиям примерно равного CEO и COO, а также для обозначения должности управляющего консультанта высшего звена, ответственного за разработку стратегий развития.
В должностные обязанности директора по стратегии или развитию входит исполнение широкого круга административных задач. Наряду с этим он составляет планы экономического развития, которые были бы в наибольшей степени приемлемы для компании; зачастую это является его основной обязанностью. СVO обычно наиболее востребованы в период становления компании на рынке, либо в том случае, когда она осваивает новое направление деятельности, не представленное у других предприятий.
Первым директором по стратегии или развитию был Тим Робертс, основатель компании Broadband Investment Group. Согласно другим источникам, первым CVO стал Эйнар Стефферуд, один из основателей First Virtual Holdings.